# يانوس سيزلز
يانوس سيزلز (بالمجرية: Széles János)‏ (1909 – 1981) هو ملاكم مجري راحل، مثّل بلاده في الألعاب الأولمبية الصيفية 1928.

## روابط خارجية
يانوس سيزلز على موقع أوليمبيديا (الإنجليزية)
- يانوس سيزلز على موقع اللجنة الأولمبية المجرية (الهنغارية)